# Фитингоф, Иван Андреевич
Иван Андреевич Фитингоф (нем. Adam Christoph Johann von Vietinghoff genannt Scheel; 1797—1871) — барон, генерал от кавалерии, командир сводной кирасирской дивизии.

## Биография
Иван Андреевич родился 28 марта 1797 года в имении Клейн-Берзен в Курляндии, был сыном барона Густава-Генриха (Андрея Христофоровича) фон Фитингофа (1760—1813) от брака с Екатериной, урождённой баронессой фон дер Рекке (ум. 1852).
Получил домашнее образование. Службу начал в 1813 году в Сибирском уланском полку, но из-за смерти отца вернулся домой. В октябре 1815 года поступил юнкером в Кавалергардский полк, где 31 января 1818 года был произведён из эстандарт-юнкеров в корнеты; с 24 марта 1819 года — поручик.
В 1819 году был посвящён в масонство в петербургской масонской ложе «Трёх добродетелей», членами которой были многие будущие декабристы.
21 июня 1821 года произведён в штабс-ротмистры, 8 февраля 1824 года — в ротмистры. Участвовал в подавлении восстания 14 декабря 1825 года на Сенатской площади.
В декабре 1827 года, в чине ротмистра, был назначен командиром 6-го эскадрона.
Командуя этим эскадроном, барон Фитингоф в польскую кампанию 1831 года с отличием участвовал в штурме Варшавы, за что получил чин полковника и орден Св. Анны 2-й степени.
1 июля 1833 года был назначен командиром кирасирского Её Императорского Высочества Великой Княгини Елены Павловны полка.
26 марта 1839 года барон Фитингоф произведён в генерал-майоры с оставлением в прежней должности, 4 мая того же года назначен командующим Кавалергардским Её Величества полком, а 25 июня 1840 года утверждён в должности командира полка. 1 июля 1842 года назначен в Свиту Его Императорского Величества.
13 мая 1844 года назначен командующим 1-й бригады Гвардейской кирасирской дивизии, с оставлением в должности командира Кавалергардского Её Величества полка. 17 декабря 1844 года за беспорочную выслугу 25 лет в офицерских чинах награждён орденом Св. Георгия 4-й степени (№ 7140 по кавалерскому списку Григоровича — Степанова). 15 апреля 1845 года утверждён в должности командира бригады, с оставлением в должности командира полка.
29 декабря 1847 года командир 1-й бригады Гвардейской кирасирской дивизии и Кавалергардского Её Величества полка, Свиты Его Величества генерал-майор барон Фитингоф назначен начальником 2-й кирасирской дивизии, 11 апреля следующего года пожалован чином генерал-лейтенанта и затем, в 1857 году, по соединении всех восьми кирасирских полков в одну Сводную кирасирскую дивизию, назначен её командиром. Вслед за упразднением армейских кирасирских полков в мае 1860 года, барон Фитингоф был определён на должность помощника командиры Сводного кавалерийского корпуса, а с 1862 года — помощника командующего войсками Одесского военного округа. В 1863 году был пожалован орденом Св. Александра Невского.
И. А. Фитингоф известен также как переводчик русской поэзии, в том числе А.С. Пушкина, на немецкий язык.
Последние годы жизни, с званием члена Комитета о раненых (с августа 1864 года) и в чине генерала от кавалерии (с 1861 года), Фитингоф провёл в своём имении.
Скончался 10 февраля 1871 года в Митаве. Погребён в фамильном склепе родового имения Гросс-Берзен Добленского уезда Курляндской губернии.

## Награды
российские:
- Орден Святого Владимира 4-й ст. (16.01.1826)
- Орден Святой Анны 2-й ст. (1831)
- Польский знак отличия «За военное достоинство» 3-й ст. (31.12.1831)
- Орден Святого Станислава 3-й ст. (26.08.1834)
- Орден Святого Владимира 3-й ст. (1837)
- Знак отличия беспорочной службы за XX лет (1842)
- Орден Святого Станислава 1 ст. (1844)
- Орден Святого Георгия 4 ст. за 25 лет службы (1844)
- Орден Святой Анны 1 ст. (23.12.1846)
- Императорская корона к Ордену Святой Анны 1 ст. (1850)
- Орден Святого Владимира 2 ст. (06.12.1851)
- Орден Белого орла (1852)
- Орден Святого Александра Невского (1863)

иностранные:
- Прусский Орден Красного орла 2 ст. (1840)
- Прусский Орден Святого Иоанна Иерусалимского с алмазами (1842)
- Гессен-Дармштадтский Орден Филиппа Великодушного 1 ст. (1844)

## Семья
Иван Андреевич был женат дважды.
Первой женой (с 17.11.1835 г.) была баронесса Элиза (Элиза-София-Анна-Эрнестина-Каролина) фон Книгге (15.10.1804- 5.01.1850, Санкт-Петербург). У них было 7 детей, из которых трое умерло в детстве. Дети:
- Адам (27.08.1836—4.08.1866), офицер лейб-гвардии Драгунского полка
- Паулина (11.12.1837—?), умерла в детстве
- Елена (7.02.1839—1879), была замужем за Генрихом-Юлиусом фон Мирбах (1819—1884)
- Александр (21.04.1842—31.12.1844), умер в детстве
- Владимир (3.10.1843—31.10.1888), был женат на баронессе Фредерике Луизе фон Клейст (1841—1916)
- Александр (18.02.1846—09.10.1922)

Второй женой (с 11.04.1851 г.) была графиня Берта Эдуардовна (Дототея-София-Адель-Берта) фон Келлер (3.11.1823-22.11.1914, Митава). Их дети:
- Эдуард (13.09.1852—1889)
- Мария (21.05.1854—?)
- Виктор (1856—1886)